# Glochidion lutescens
Glochidion lutescens är en emblikaväxtart som beskrevs av Carl Ludwig von Blume. Glochidion lutescens ingår i släktet Glochidion och familjen emblikaväxter. Inga underarter finns listade i Catalogue of Life.